# Massai

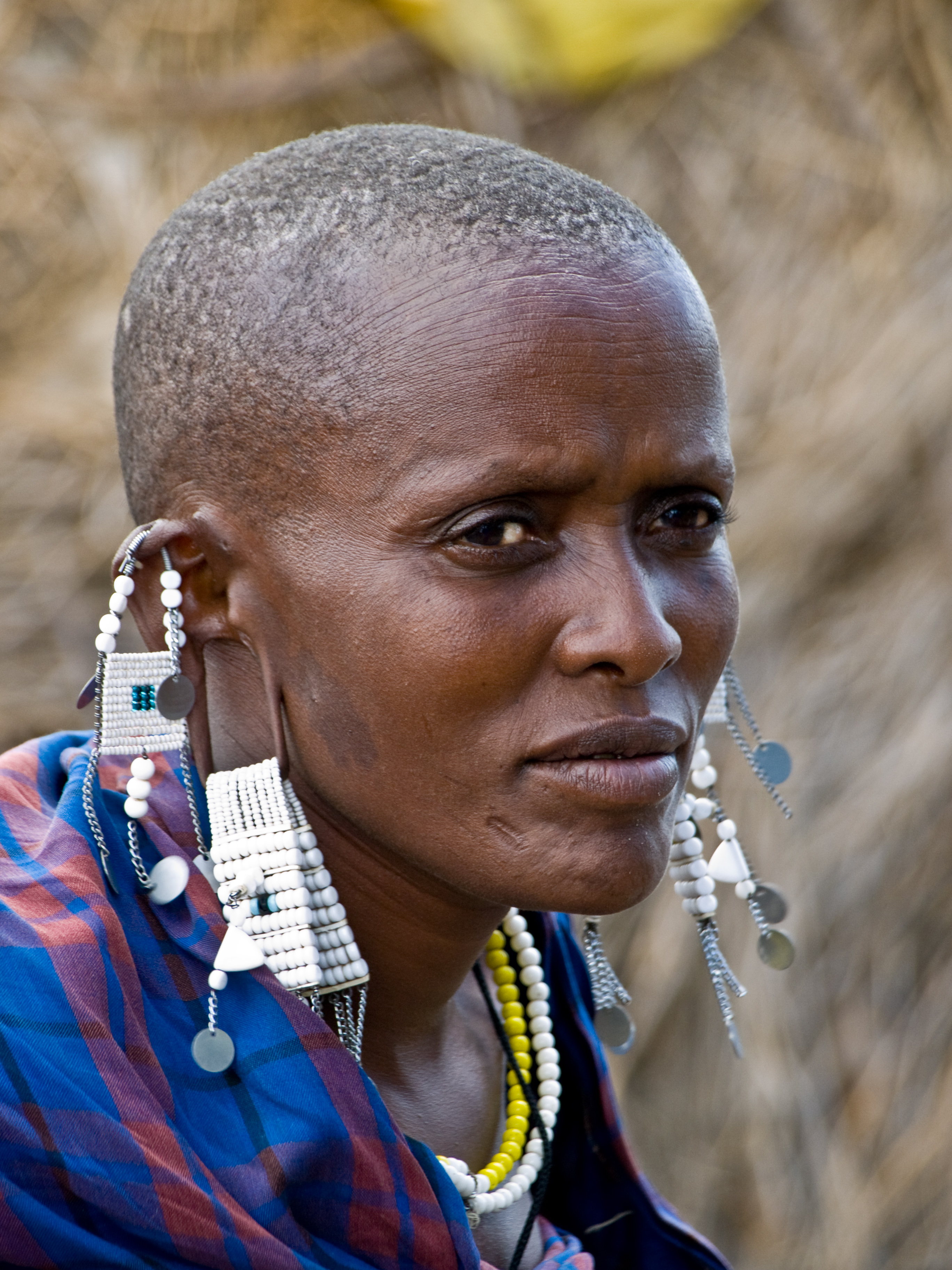
Massaifrau mit Ohr- und Halsschmuck aus bunten Plastikkügelchen, die in unterschiedlichen Größen zu Dekorationszwecken verarbeitet werden und als „Massai-Perlen“ bekannt sind.

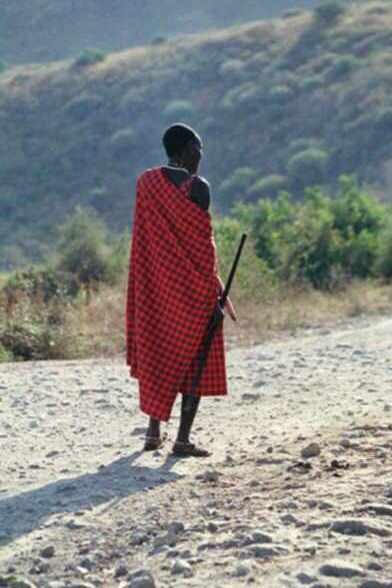
Ein Massai-Krieger, ein Moran

Die Massai, auch Maasai, Masai oder Maassai, sind eine ostafrikanische Volksgruppe, die in den weiten Ebenen im Süden Kenias und im Norden Tansanias beheimatet ist. Trotz ihres vergleichsweise kleinen Bevölkerungsanteils sind die Massai wegen ihrer weitgehend beibehaltenen halbnomadischen Lebensweise, ihrer auffallenden Kleidung und ihres Wohngebietes nahe den Nationalparks die vermutlich bekannteste Volksgruppe Ostafrikas.

## Demografie
In Ostafrika leben vermutlich etwa eine halbe bis zu einer Million Massai. Ihre tatsächliche Zahl ist ungewiss. Bei Volkszählungen in Kenia geben viele Massai ihre ethnische Herkunft nicht an, da sie Benachteiligungen fürchten; in Tansania wird die ethnische Herkunft bei Volkszählungen nicht berücksichtigt. Die Mehrzahl der Massai lebt im Süden Kenias.
Die Gesellschaft der Massai unterteilt sich in 16 Untergruppen, Iloshon genannt. Vier dieser Untergruppen leben hauptsächlich in Tansania, der größere Teil in Kenia. Das Volk ist vor allem in der Serengeti in Tansania sowie in der Masai Mara und dem Amboseli-Nationalpark in Kenia beheimatet.

## Sprache und Herkunft
Die Sprache Maa der Massai und der verwandten Samburu gehört zur nilosaharanischen Sprachfamilie und darin zur Gruppe der nilotischen Sprachen. Viele Massai sprechen außerdem Swahili und Englisch. In Swahili heißen die Massai Mmaasai (Singular) oder Wamaasai (Plural).
Aus der Sprachzugehörigkeit lassen sich auch Schlüsse über die Herkunft der Vorfahren der Massai ziehen. Die Hirtenvölker kamen wahrscheinlich aus dem Gebiet des heutigen Südsudan und dem Niltal nach Kenia und Tansania.

## Geschichte

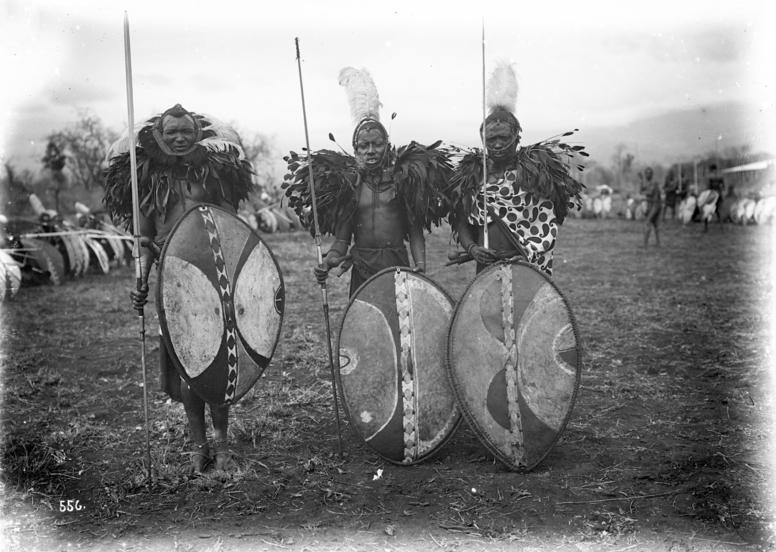
Massai-Krieger in Deutsch-Ostafrika 1906

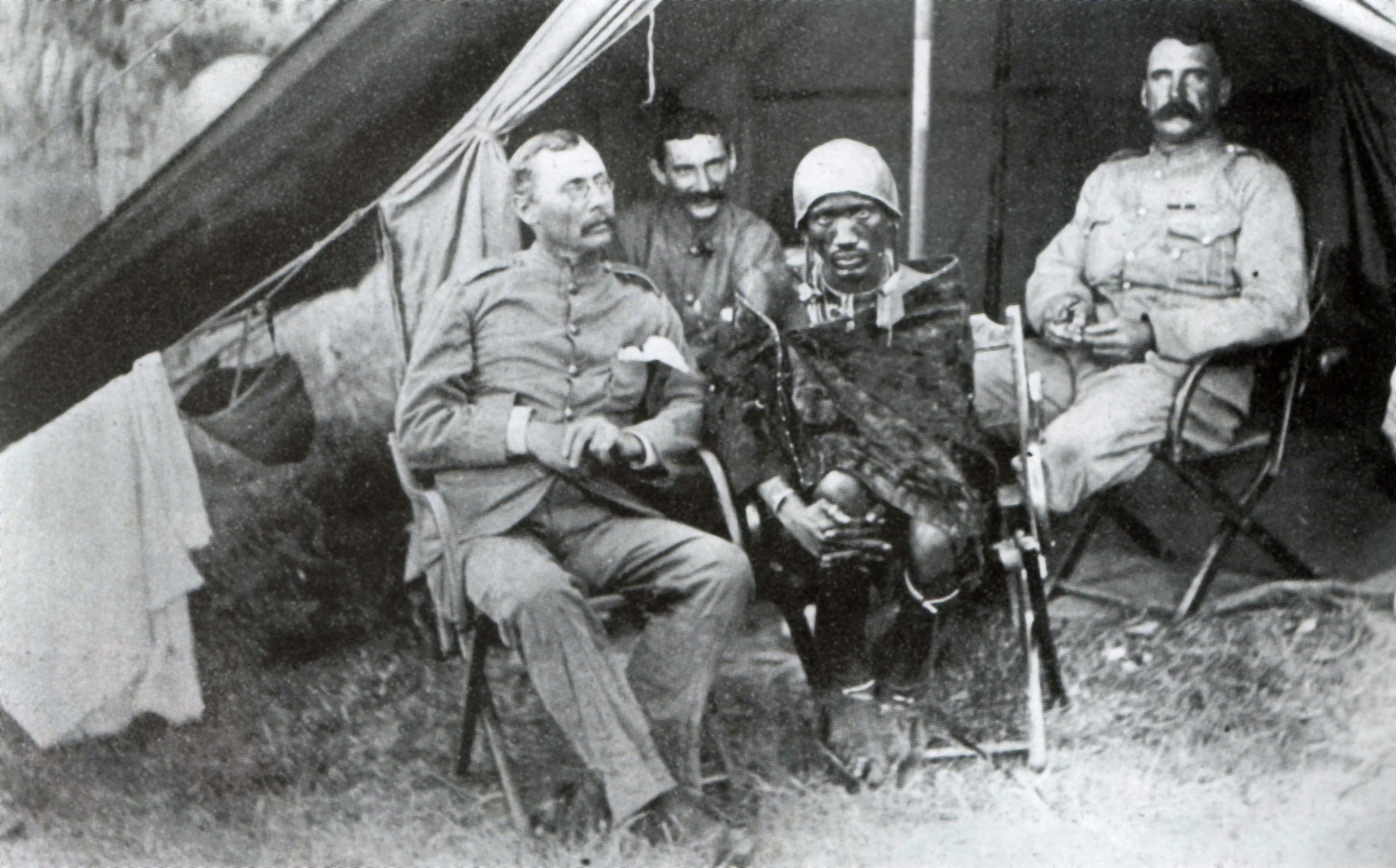
Lenana, der Massai-Häuptling und Medizinmann, um 1890

Nach den eigenen Überlieferungen wanderten die Massai um das 15. Jahrhundert Richtung Süden und besiedelten zwischen dem 17. und dem 18. Jahrhundert den Landstrich zwischen Zentraltansania und Zentralkenia. Vermutlich verdrängten sie dabei ansässige andere Völker oder vermischten sich mit ihnen. Mitte des 19. Jahrhunderts erreichte das von den Massai dominierte Territorium seine größte Ausdehnung, es reichte vom Rift Valley und dem Mount Marsabit im heutigen Kenia bis zur Region um die heutige Stadt Dodoma.
Raubzüge auf Karawanen bis hin zum Küstengebiet machten die Massai zu einer weithin gefürchteten Gruppe; in zahlreichen Kriegen besiegten die Massai viele andere Gruppen in ihrem Einflussgebiet. Zu Beginn der 1850er Jahre bedrohten sie selbst große Küstenstädte wie Tanga und Mombasa; weite Landstriche zwischen der Küste und dem Kilimandscharo waren nach ihren Raubzügen praktisch entvölkert. Aus dieser Zeit der Expansion stammt das bis heute bestehende Bild des „kriegerischen“ Massai.
Die Macht der Massai wurde durch die großen Katastrophen gebrochen, die im letzten Jahrzehnt des 19. Jahrhunderts über Ostafrika hereinbrachen. Die Rinderpest dezimierte die Rinderherden der Massai, die Pocken und eine verheerende Hungersnot töteten große Teile der Bevölkerung. 1904 und 1911 wurden Edikte erlassen, die 60 Prozent des bisherigen Massai-Gebietes enteigneten und der britischen Kolonialverwaltung zusprachen, die das Land an Siedler verkaufte. Die Massai wurden in das Gebiet südlich der Eisenbahnlinie der Ugandabahn verdrängt. Auf den Maasai-Gebieten wurden dann Nationalparks oder Naturschutzreservate errichtet. In Tansania wurde den Massai der Zutritt zum Serengeti-Nationalpark verboten, nur Touristen dürfen ihn besuchen. Noch heute wird ihr Gebiet immer kleiner, da immer größere Teile von der Regierung für Tourismus oder Trophäenjagd-Reservate beansprucht werden.

## Ethnische Identität und Beziehung zu Nachbarvölkern
Wann sich die ausgeprägte ethnische Identität der Massai, wie sie heute bekannt sind, entwickelte, ist unsicher. Frühe europäische Reiseberichte aus dem ausgehenden 19. Jahrhundert erzählen, dass die Massai enge Beziehungen mit den Kikuyu, den Okiek und den Kamba unterhielten, zugleich aber auch blutige Feindschaften existierten. Der Raub und Austausch von Frauen war insbesondere während Notzeiten verbreitet, weswegen zahlreiche verwandtschaftliche Verbindungen zwischen den Gruppen Zentralkenias bestanden.

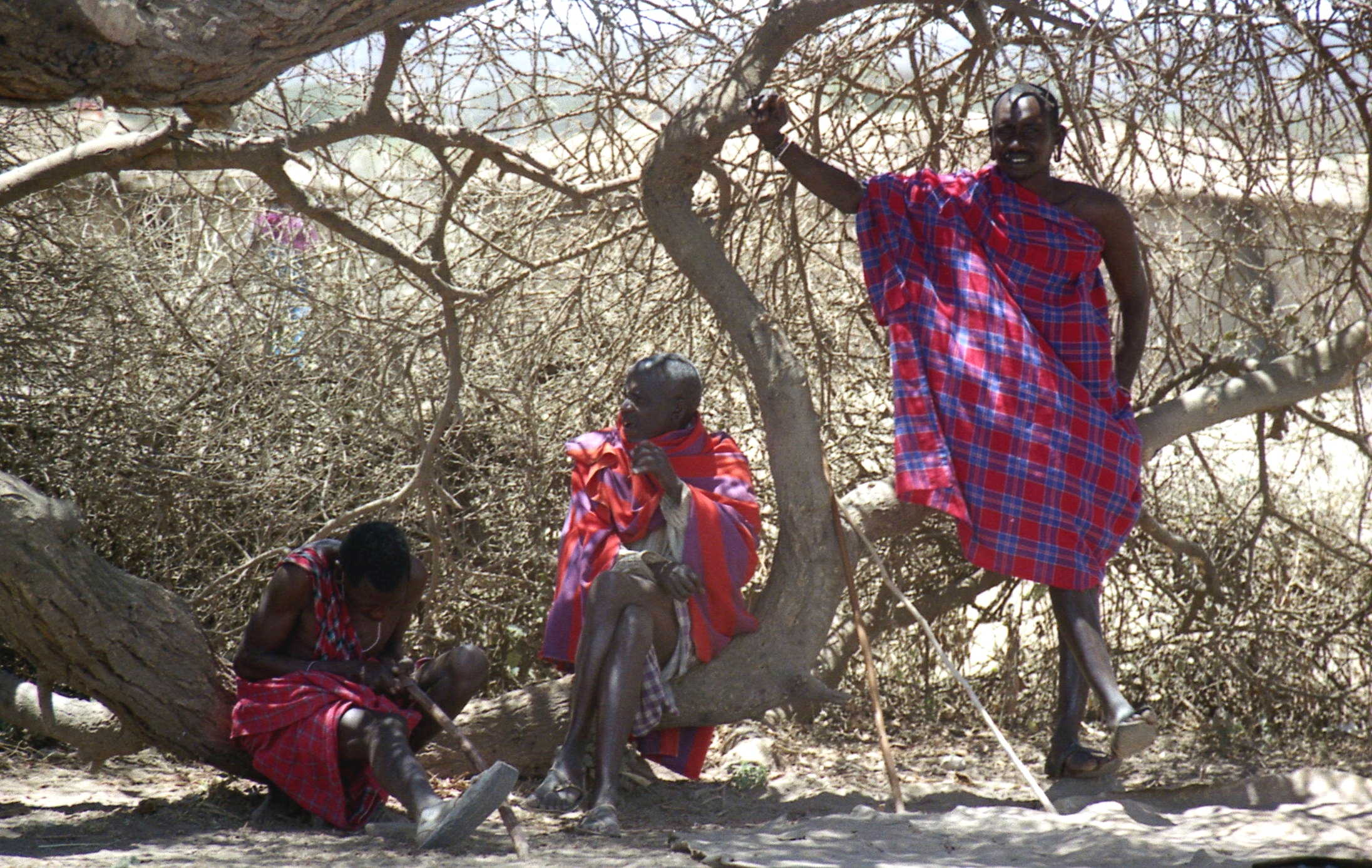
Massai-Männer in ihrem Dorf in Kenia

Insbesondere die bantusprachigen Kikuyu hatten eine den Massai sehr ähnliche Kultur, vor allem was Kriegsführung und Kriegsausstattung betraf. Sie verehrten den gleichen Gott, hatten eine ähnliche soziale Struktur, die auf Altersklassen beruhte, und unterhielten eine ähnliche Kriegerkultur. Die Krieger führten die gleichen Waffen mit sich, kleideten sich ähnlich, hatten sehr ähnliche Formen des Körperschmucks und die Kulttänze glichen sich. Dennoch wurde auf eine deutliche Trennung zwischen Massai und Kikuyu Wert gelegt. Rituale, die aus einem Kikuyu einen Massai und umgekehrt machen konnten, verdeutlichen einerseits die Trennung zwischen den Gruppen, andrerseits die Möglichkeit des Übertrittes.
Die tansanische und die kenianische Regierung haben auf unterschiedliche Weise in Entwicklungsprogrammen versucht, auf einen Übergang der Massai zur sesshaften Lebensweise hinzuwirken, allerdings mit bescheidenem Erfolg. Hintergrund war dabei das Vorhaben, bisheriges Land der Massai in Nationalparks umzuwandeln. Heute vertritt eine Dachorganisation die Massai als gemeinsame ethnische Gruppe gegenüber den staatlichen Autoritäten in ihren Ländern. Dabei geht es vor allem um Landfragen. Da die Naturreservate zunehmend für die Massai und ihre Rinderherden gesperrt werden, versucht die Organisation, die Landansprüche der Massai zu vertreten.

## Religion
Engai, der Schöpfergott der Massai, ist mit dem Himmel und mit Regen verbunden. Er thront auf dem Gipfel des Ol Doinyo Lengai in Tansania und hat den Massai alle Rinder dieser Erde überlassen, woraus sie folgern, dass alle anderen Rinderbesitzer Viehdiebe sein müssen. Daraus leiten die Massai auch das Recht ab, anderen Völkern deren Rinder gewaltsam abzunehmen. Dies war oft der Auslöser für kriegerische Auseinandersetzungen mit anderen Völkern.

## Organisation
Die einzelnen Clans behalten ihr nomadisches Leben weitgehend bei und waren niemals in Form von Königreichen oder Staaten organisiert. 1870 organisierten sich die kenianischen Massai unter der politischen und militärischen Führung eines Laibon und eines Orkoiyoi, die vorher religiöse Führer waren. Ihr Siedlungs- und Weidegebiet wurde Britisch-Ostafrika im Jahr 1888 einverleibt und die Führung 1918 abgeschafft.

## Kultur und Lebensweise

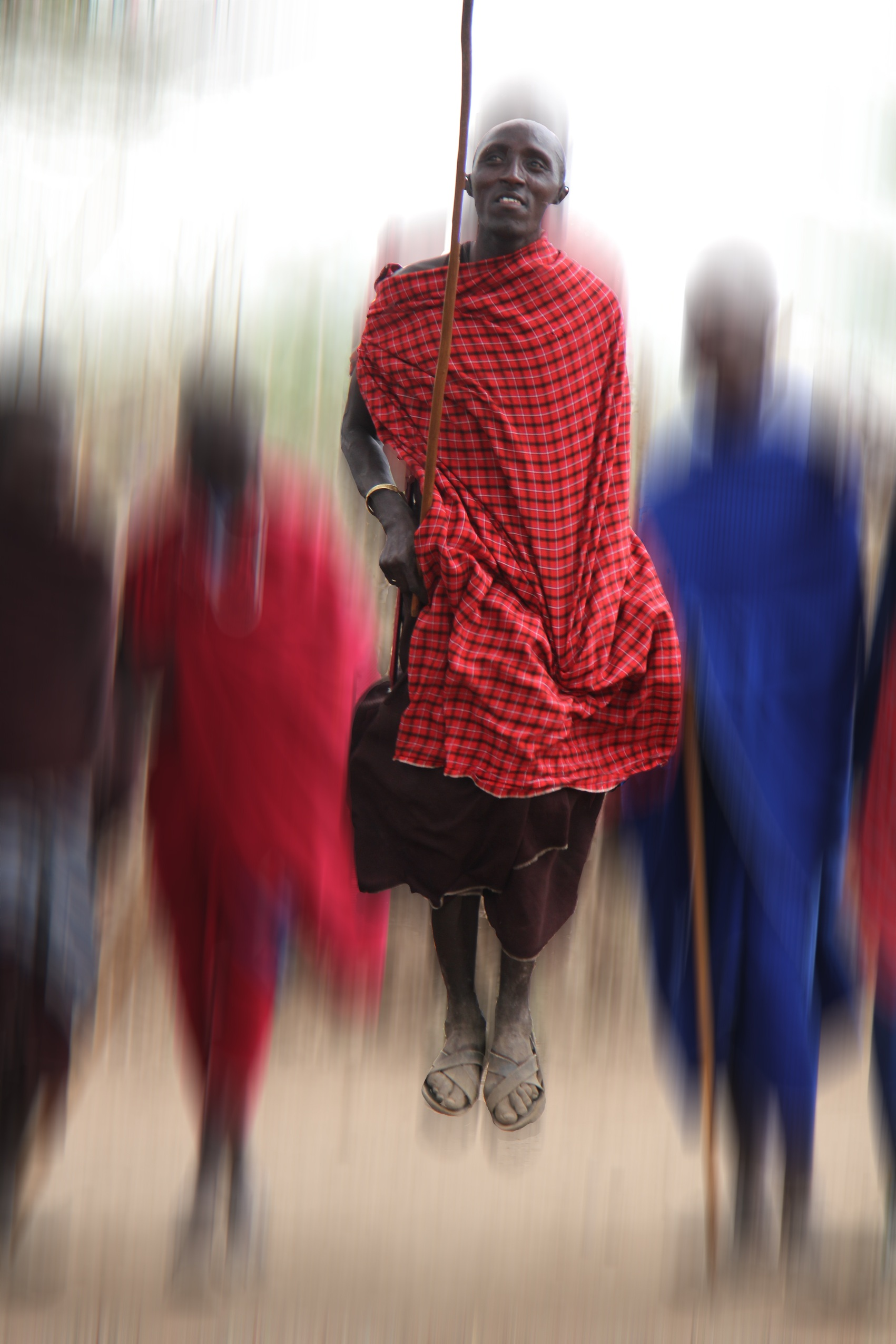
Massai beim Sprung-Tanz

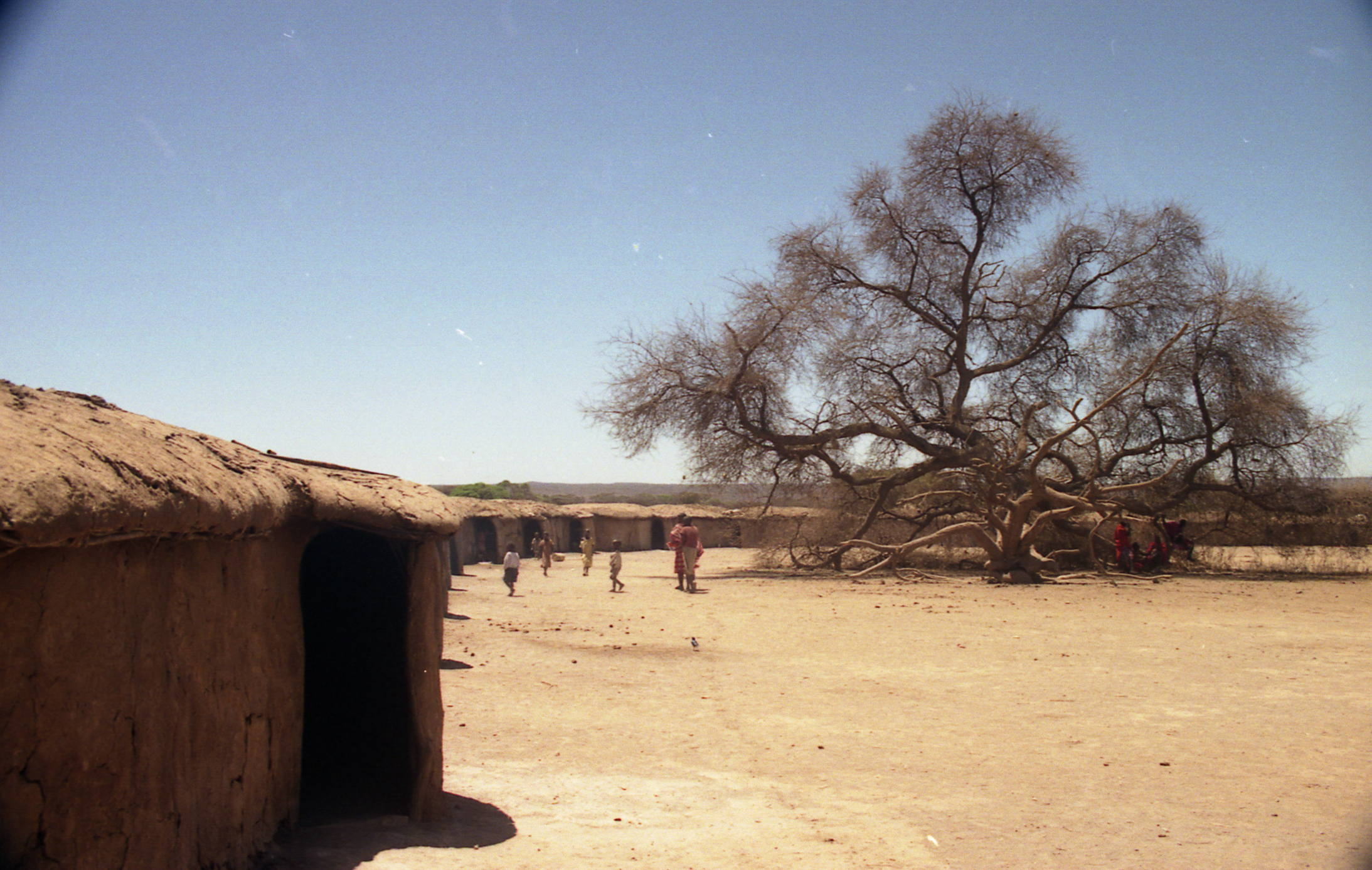
Massai-Hütten nahe Amboseli

Die Hütte (enkaji) der Massai besteht aus Lehm mit Kuhdung vermischt. Mehrere Hütten einer Familie bilden ein enkang. Sie werden oft fälschlich als manyatta bezeichnet, was aber die Hütten der Krieger meint und nicht die kraalartigen, wabenförmigen Lehm-Dung-Häuser ohne Grasdach.
Es gibt viele Zeremonien. Sehr bekannt ist das springende Tanzen der Männer, genannt Adumu. Die jungen Massai, Morani, springen dabei auf der Stelle so hoch wie möglich und beweisen so ihre Stärke. Das Töten eines Löwen war früher Voraussetzung, eine Frau haben zu dürfen. Es gibt Anzeichen, dass dies in abgelegenen Gebieten auch heute noch zelebriert wird. Ebenso mussten die jungen Männer oft jahrelang in einem eigens von ihnen gebauten Dorf wohnen. Dafür gibt es heute keinen Platz mehr.

### Tierhaltung und Jagd

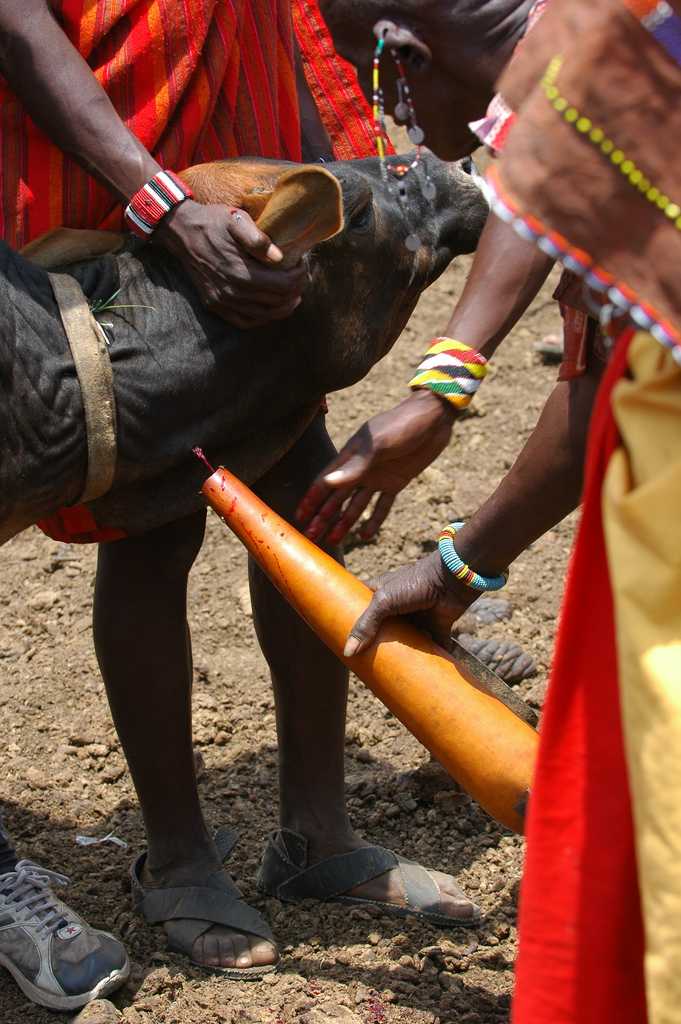
Rinderblut wird aus der Halsvene des Rindes gewonnen. Das Blut wird zu zeremoniellen Anlässen getrunken, aber auch der alltäglichen Nahrung beigemischt.

Die Massai sind als Krieger (Moran) und Rinderhirten berühmt. Durch die zunehmende Zersiedelung Kenias wird die nomadische Lebensweise der Massai immer stärker behindert. Die Naturreservate Massai Mara, Tsavo, Serengeti und Amboseli schränken diese Bewegungsfreiheit ebenfalls ein.
Ihre Kultur dreht sich um das Rind. Ein „guter“ Massai hat nicht weniger als 50 Rinder. Das Trinken von Rinderblut, teilweise vermischt mit Milch, gehört zum alltäglichen Leben wie zu Zeremonien. Dabei wird dem Rind der Kopf festgehalten und die zum Anschwellen gebrachte Halsvene mit einer Pfeilspitze angeritzt – aber nicht durchtrennt. Nach dem Auffangen von bis zu zwei Litern wird das Rind verbunden und lebt weiter. Nach Zugabe von Milch wird das Gefäß lange geschüttelt, um einen „Blutkuchen“ zu verhindern. Das saroi genannte Getränk wird meist frisch – seltener nach einer Reifephase von zwei Tagen – genossen und ist das Hauptnahrungsmittel der Massai.
Um die Hütten, in denen auch Kleintiere schlafen, wird eine Dornenhecke gezogen. Nachts kommen die Rinder, Schafe und Ziegen in diesen Schutzbereich.
Der Pastoralismus der Massai im Gebiet bei Oldonyonokie und Olkeri wurde 2011 in die Liste der Globally Important Agricultural Heritage Systems der FAO aufgenommen.
Die Massai jagen so gut wie gar nicht. Sie ernähren sich hauptsächlich von dem Fleisch ihrer Schafe und Ziegen. Manchmal jagen jedoch Massaikrieger Löwen und Elefanten, um die eigene Stärke zu zeigen.
Die traditionellen Waffen der Moran sind das Schwert Ol Alem und der Speer.

### Körperschmuck

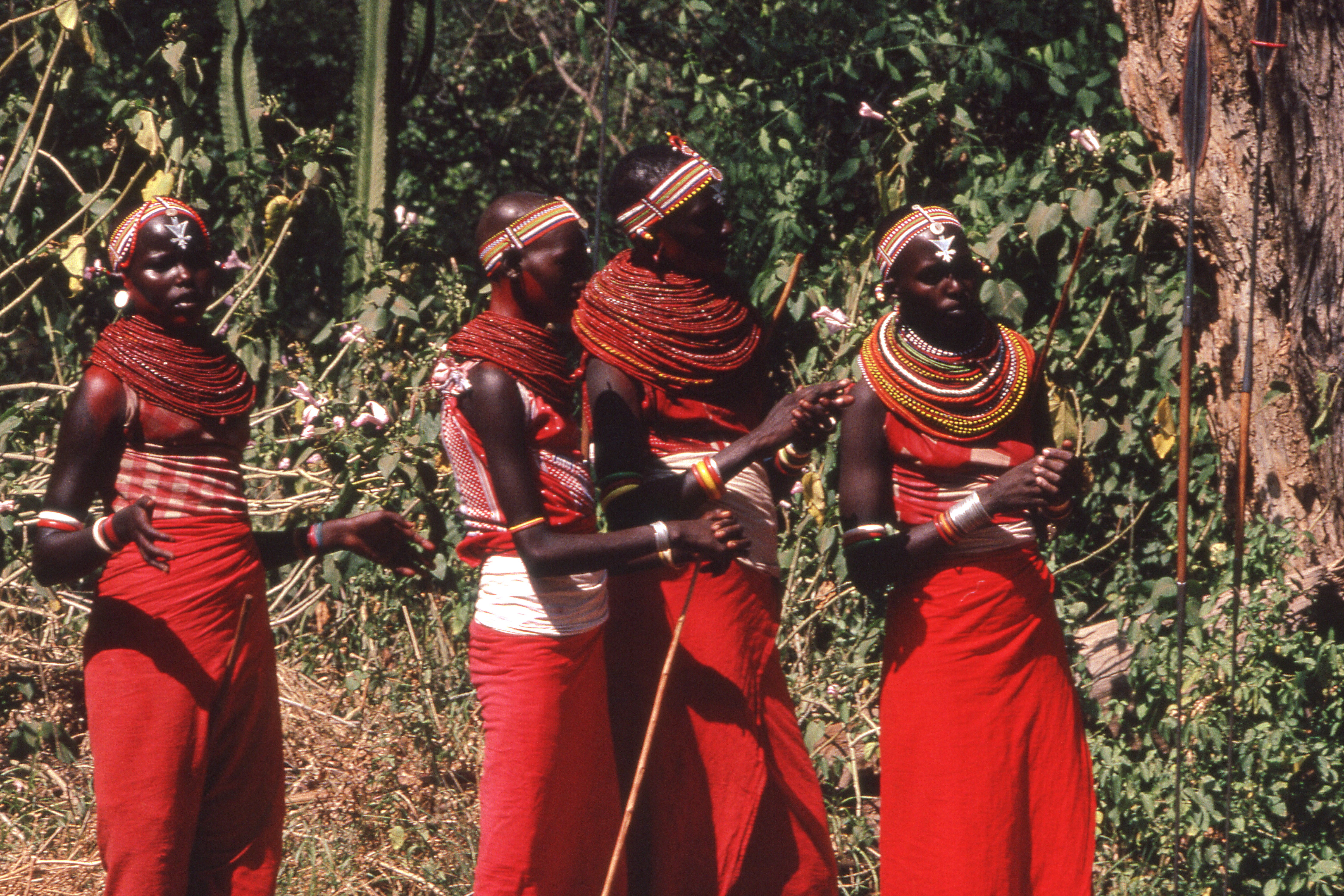
Massai mit traditionellem Halsschmuck

Sowohl Männer als auch Frauen tragen traditionell Schmuck in den Ohren. Dazu gehören Helix-Piercings und eingeschnittene sowie geweitete Ohrlöcher.

### Familie und Sexualität

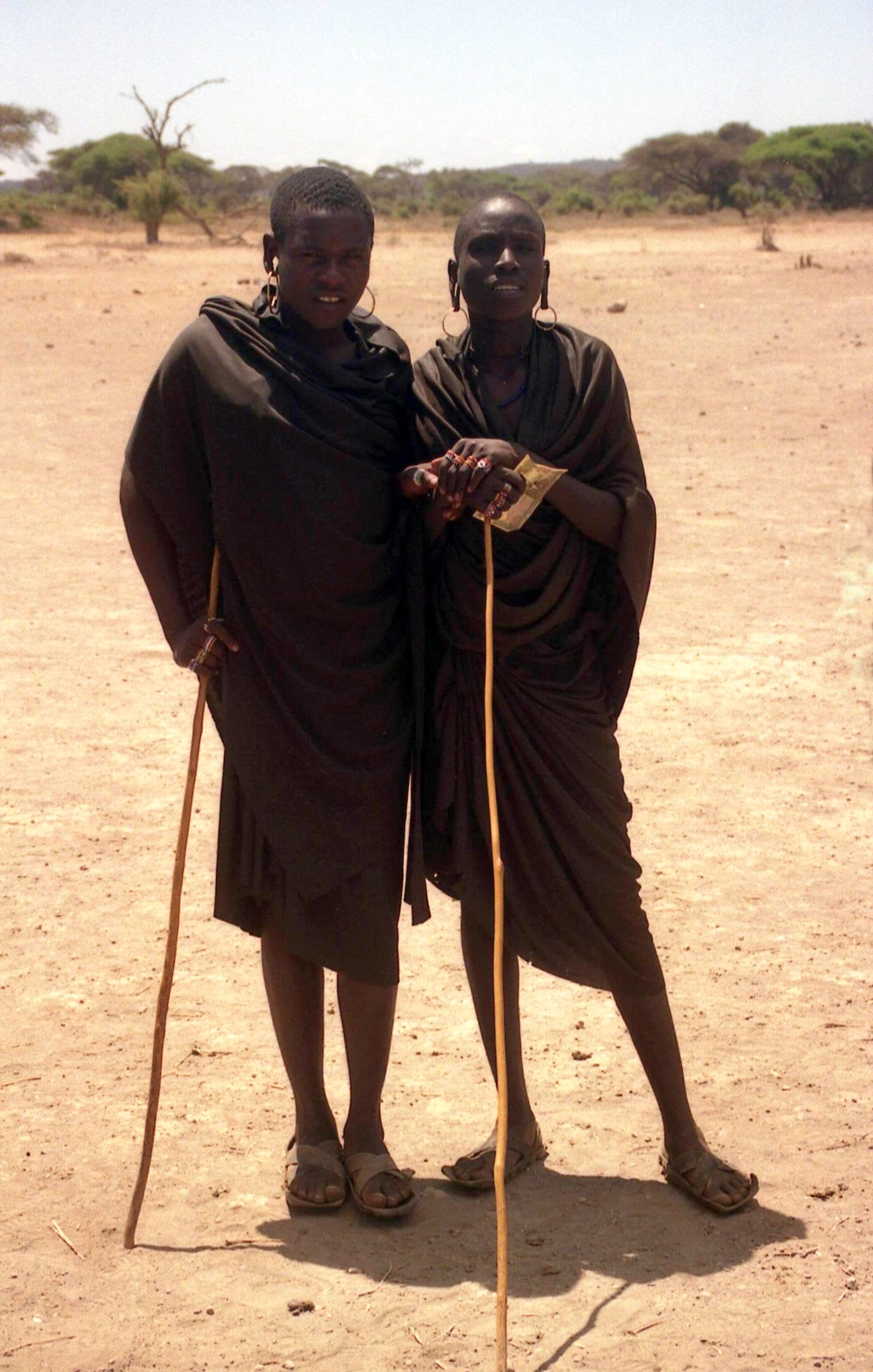
Massai-Jungen nach der Beschneidung in schwarzer Robe

Bei Männern wird Beschneidung praktiziert. Die Jungen werden alle 7 bis 15 Jahre zu einer Altersklasse zusammengefasst und dann gemeinsam beschnitten, was mit einem großen Fest gefeiert wird. Dadurch variiert das Lebensalter in einer Altersklasse erheblich. Die Mutter rasiert für das Beschneidungsritual ihrem Sohn zunächst den Schädel kahl. Stammesmitglieder hängen dem jungen Mann die zeremonielle olaibatak, eine schwarze Robe, um. Noch monatelang nach der Feier kleiden sich die beschnittenen Jungen schwarz. Die ganze Nacht über tanzen und singen die Morani das Beschneidungslied (lebarta) zu Ehren der neuen Mitglieder. Am Morgen kommt der Beschneider, der den Jungen erst Milch über den Kopf gießt und dann ohne Betäubung und mit verschiedenen Werkzeugen und ohne weitere hygienische Maßnahmen die Vorhaut abtrennt. Dabei dürfen die Jungen keinerlei Anzeichen von Schmerz zeigen – der Vater würde ihnen sonst die versprochenen Rinder nicht schenken und Schande läge über der Familie. Die dann angewandte Asche soll desinfizierend wirken – was aber keinesfalls oft schwere Infektionen verhindert, sondern eher noch auslöst. Nach der Beschneidung preisen Frauen den neuen Krieger mit Lied und Tanz. Einige Tage später können die Jungen schon wieder auf Vogeljagd gehen. Möglichst viele ausgestopfte Vögel werden an einem Kopfring befestigt und steigern das Ansehen bei den jungen Frauen.
Bei Frauen wird weibliche Genitalverstümmelung praktiziert. Die Mädchen, die dabei allerdings schreien dürfen, werden von älteren Frauen beschnitten.
Bei der Hochzeit wird vom Bräutigam erwartet, dass er den Eltern der Braut einen Brautpreis zahlt. Die Höhe ist dabei auf 25 Rinder festgelegt (23 Kühe und 2 Stiere). Der Bräutigam sucht sich die Braut aus, wobei beide Elternpaare ein Mitspracherecht beim Zustandekommen der Hochzeit haben. Ein Einverständnis der Braut ist nicht notwendig.
Es ist den Massai erlaubt, polygam zu leben. Ein Mann kann so viele Frauen haben, wie es die Anzahl seiner Rinder erlaubt. Üblich sind jedoch 1–2 Frauen, bis zu fünf Frauen sind nicht ungewöhnlich, wobei einzelne Männer auch bis zu 30 Frauen haben können.
Das Prestige eines Mannes ergibt sich aus der Anzahl seiner Rinder und Frauen. Jede Frau lebt zusammen mit ihren Kindern in einem eigenen Haus. Jeden Abend entscheidet sich der Massai-Mann, bei welcher seiner Frauen er übernachten will. Besucht ein Massai einen anderen, der der gleichen Altersgruppe angehört, so kann dieser ihn bitten, bei einer seiner Frauen zu nächtigen. Dies abzulehnen würde als unfreundlich gelten. Die Frauen haben hierbei kein Mitspracherecht. Dieses Sexualverhalten und dass zudem Kondome abgelehnt werden, macht die Massai sehr anfällig für HIV-Infektionen.
Mit etwa 35 Jahren wechseln die Morani in einem großen Zeremoniell in die Altersklasse der Senioren über. Dieser Ältestenrat regelt alle Angelegenheiten des Stammes, es gibt keine einzelnen Oberhäupter bei den Massai.

### Sonstiges
Neben Tauschhandel praktizieren die Massai, zum Teil über die Familie hinausgehendes, bedürfnisorientiertes Teilen (Osotua, Maa für „Nabelschnur“), bei dem die Praktizierenden einander ohne Erwartung einer Gegenleistung mit benötigten Ressourcen unterstützen. Der Ansatz ist als eine Art Solidarmechanismus zu verstehen, um das Überleben der Gruppenmitglieder sicherzustellen. Große Bedarfe einzelner Mitglieder werden durch das Aufteilen der Last auf mehrere Osotua-Praktizierende aufgefangen. Die Praxis ist Studienobjekt für verschiedene „tauschlogikfreie“ Ansätze in Sharing und Commoning.

## Bedrohung, Verdrängung und Leben der Massai im 21. Jahrhundert
Das Volk der Massai wird zum einen durch den Landverkauf der afrikanischen Regierungen an Private in seiner Bewegungsfreiheit eingeschränkt und teilweise gewaltsam, unter Einsatz von Gummigeschossen und Tränengas, aus seinen Territorien vertrieben. 
Zum anderen ist die Landwirtschaft jedoch auf die genetische Vielfalt des Viehs der Massai angewiesen, da die meisten Rinder in Gefangenschaft ohne Antibiotika nicht mehr überleben können und immer mehr an genetisch bedingten Ursachen erkranken. 
Auch werden die Massai aus ihren Regionen vertrieben, indem die Regierungen Kenias und Tansanias das Straßennetz in und um die Savanne ausbauen und somit die ehemalige Abgeschiedenheit der Massai weiter zerstören. Obwohl der Verkauf von Grundstücken an ausländische Investoren sowie der Tourismus mit den großen Lodges und tausenden Safariautos ihren Teil zur Zerstörung der Naturschutzgebiete im Ngorongoro-Distrikt beitragen, verbot die tansanische Regierung den Massai aus Gründen des angeblichen Naturschutzes die Nutzung von immer mehr Gebieten. 2022 beschloss die tansanische Regierung, das im Massai-Territorium liegende Loliondo Reservat für die Errichtung eines Trophäenjagd-Reservats zu beschlagnahmen. Die ansässige Massaibevölkerung wurde teilweise inhaftiert und gewaltsam von der Polizei vertrieben. Ihre Häuser wurden danach zerstört, damit keine Spuren ihrer Zivilisation zurückbleiben. Kehrten sie doch zurück in das Gebiet, wurden ihre Rinder beschlagnahmt und viele Massai wurden in Armut gestürzt. 
Dies sind Gründe, warum die Massai im 21. Jahrhundert teilweise vom Tourismus leben müssen, indem sie bspw. ihre volkstümlichen Tänze vor Touristen aufführen. Die Regierung Tansanias versucht die Massai aus dem Nngorongoro-Distrikt davon zu überzeugen, in andere Gebiete Tansanias zu ziehen. Die Massai, die keinen anderen Ausweg sehen und dazu einwilligen, erhalten im Gegenzug kleine Häuser in ihren neuen Wohnorten.
Obwohl immer mehr Massai auch selbstständig in Städte ziehen, lehnen viele einen Umzug aus ihrer Heimat ab. Die Regierung versucht gegen die Maasai, die nicht umziehen wollen, vorzugehen, indem sie u. a. Lehrerstellen in den Heimatgebieten der Maasai nicht neubesetzt (sodass Schulen schließen müssen) und Gelder und Baumaterialien zur Sanierung und zum Bau von Straßen und Gebäuden nur in touristischen Orten aufwendet.
Eine weitere Bedrohung für die Massai ist AIDS, da Kondome weitgehend geächtet werden oder einfach unbekannt sind. Die Ausbreitung des HI-Virus wird durch die polygame Lebensweise der Massai und das Fehlen von medizinischer Grundversorgung begünstigt.
Da die meisten Massai weder lesen noch schreiben können, sind sie oft nicht in der Lage, ihre Interessen zu vertreten. Es gibt zu wenige Schulen oder ähnliche Einrichtungen, um dieses Problem zu beheben.